# Ancharius fuscus
Ancharius fuscus — вид сомів родини Анхарієвих (Anchariidae). Ендемік Мадагаскару, де поширений виключно у басейні річок східної частини острова. Живе у річках, може зникнути завдяки нестачі середовищя для існування. Сягає близько 30,0 см довжини.